# Thomas Cech
Thomas Robert Cech (ur. 8 grudnia 1947 w Chicago) – amerykański chemik, laureat Nagrody Nobla.
Pochodził z rodziny czeskich emigrantów, jego dziadek Josef (szewc) przyjechał do USA w 1913 roku. Dzieciństwo spędził w Iowa City. Pod wpływem ojca (fizyka), zainteresował się nauką, a zwłaszcza geologią. Po ukończeniu Grinnell College w 1970, kontynuował studia na Uniwersytecie Kalifornijskim w Berkeley. W 1975 uzyskał stopień doktora i rozpoczął staż w Massachusetts Institute of Technology. W 1978 podjął pracę na University of Colorado at Boulder, a od 2000 kieruje Howard Hughes Medical Institute.
Głównym obszarem zainteresowań naukowych Cecha był proces transkrypcji zachodzący w jądrach komórkowych. W latach 70. XX wieku badał splicing RNA u jednokomórkowego organizmu Tetrahymena thermophila. Stwierdził wówczas, że w RNA wycinanie intronów zachodzi samoczynnie, nawet w nieobecności białek. Biokatalizatorem reakcji był sam RNA. Była to pierwsza niebiałkowa substancja, działająca podobnie jak enzym, z tego względu nazwano ją rybozymem. Wyniki swoich badań opublikował w 1982.
Drugą dziedziną tematyczną, którą zajmował się Thomas Cech było badanie struktury i funkcji telomerów oraz telomerazy.
W 1989 roku otrzymał (wraz z Sidneyem Altmanem, który prowadził badania niezależnie) Nagrodę Nobla w dziedzinie chemii za odkrycie właściwości katalitycznych RNA. Odkryli oni, że RNA, uważany dotąd za cząsteczkę biernie przenoszącą informację genetyczną, może pełnić także funkcje enzymu, katalizując, czy też ułatwiając przebieg istotnych dla życia, wewnątrzkomórkowych reakcji chemicznych. Wcześniej uważano, że aktywność enzymatyczną wykazują tylko białka. Cech pierwszy wykazał, że cząsteczka RNA może katalizować reakcję chemiczną. Wyniki swoich badań opublikował w 1982. W 1983 Altman, którego wcześniejsze badania wyraźnie potwierdzały tę hipotezę, wykazał ostatecznie aktywność enzymatyczną cząsteczki RNA.
W 2002 roku Uniwersytet Karola w Pradze przyznał mu tytuł doktora honoris causa.